# Call of the Wild (film, 2009)
Call of the Wild (även känd som Call of the Wild 3D, med titeln Buck i Australien och Nya Zeeland) är en amerikansk film, regisserad av Richard Gabai, med Christopher Lloyd.

## Handling
Filmen är en nutida återberättelse av Jack Londons klassiska roman Skriet från vildmarken. "Grandpa" Bill Hale i Montana gästas av sitt barnbarn Ryann i flera veckor medan hennes föräldrar är ute ur landet. När en vild varg (varg-hund-hybrid) en natt dyker upp skadad på verandan beslutar Ryann sig för att ta med vargen, som hon namnger Buck, tillbaka till Boston som ett sällskapsdjur, men grandpa vet att Buck så småningom kommer att behöva återvända till det vilda.